# Rhizohypnum elegantulum
Rhizohypnum elegantulum là một loài Rêu trong họ Hypnaceae. Loài này được (Hook.) Herzog miêu tả khoa học đầu tiên năm 1916.